# Okszu állomás
Okszu (Oksu) állomás a szöuli metró 3-as és Kjongi–Csungang (Gyeongui–Jungang) vonalának állomása Szöul Szongdong-ku (Seongdong-gu) kerületében. Egyike a vonal kevés föld feletti állomásainak; innen kilátás nyílik a Han folyóra.

## Viszonylatok
| 3-as vonal                           | 3-as vonal                                             | 3-as vonal                                          |
| ------------------------------------ | ------------------------------------------------------ | --------------------------------------------------- |
| Kumho (Geumho) Tehva (Daehwa) felé   | fő vonal                                               | Apkudzsong (Apgujeong) Ogum (Ogeum) felé            |
| Kjongi–Csungang (Gyeongui–Jungang)   |                                                        |                                                     |
| Hannam Munszan (Munsan) felé         | Kjongvon (Gyeongwon) szakasz személy- és expresszvonat | Ungbong (Eungbong) Csiphjong (Jipyeong) felé        |
| Icshon (Ichon) Munszan (Munsan) felé | Csiphjong (Jipyeong) expressz                          | Vangsimni (Wangsmini) Csiphjong (Jipyeong) felé     |
| Korail                               |                                                        |                                                     |
| Hannam Jongszan (Yongsan) felé       | Kjongvon (Gyeongwon) vonal                             | Ungbong (Eungbong) Pengmagodzsi (Baengmageoji) felé |
| ITX                                  |                                                        |                                                     |
| Jongszan (Yongsan) végállomás felé   | Kjongcshun (Gyeongchun) vonal                          | Vangsimni (Wangsmini) Cshuncshon (Chuncheon) felé   |